# 瓦茨拉夫·普罗斯帕尔
瓦茨拉夫·普罗斯帕尔（捷克語：Václav Prospal，1975年2月17日—），生于捷克布杰约维采，捷克男子冰球运动员。他曾代表捷克国家队参加2006年冬季奥林匹克运动会冰球比赛，获得一枚铜牌。